# Zoni Weisz
Zoni Weisz, född 4 mars 1937 i Haag, är en nederländsk sinto och porajmosöverlevande, samt en framstående florist. 

## Biografi
Weisz växte upp i Zutphen, där hans far var musiker och instrumentmakare. Den 16 maj 1944 ägde razzior riktade mot "zigenare" rum, och Weiszs föräldrar och tre syskon greps. Själv befann han sig hos en släkting, och undgick att gripas. En tid senare upptäcktes han dock, och det blev beslutat att familjen 19 april 1944 skulle kliva ombord på deportationståget mot Auschwitz när detta passerade Assen. Med hjälp av en nederländsk polis lyckades Weisz fly på ett annat tåg. Resten av familjen mörades senare i Auschwitz eller i koncentrationslägret Mittelbau-Dora. 
Tillsammans med en släkting gömde han sig i skogen, och bodde senare hos bönder. Till slut nådde han sina far- eller morföräldrar (Grosseltern), och bodde hos dem till krigsslutet. Weisz återupptog sina skolstudier, och blev med tiden en av landets främsta florister. Han arbetade bland annat för den nederländska kungafamiljen, och var representant för landets blomsterindustri. Han kom även med i Guinness rekordbok med världens största blomsterarrangemang. 

## Engagemang för Förintelsens offer
Som överlevare har Weisz engagerat sig för minnet av Förintelsen/Porajmos och dess offer. I januari 2007 var han huvudtalare vid öppningen av utställningen The Holocaust against the Roma and Sinti and present day racism in Europe i FN. 
Den 27 januari 2011 talade Weisz inför tyska Förbundsdagen vid den årliga minnesstunden för nationalsocialismens offer. 
År 2012 var han en av talarna vid invigningen av Minnesmärket över sinti och romer under nationalsocialismen i Berlin.
För sina insatser för den nederländska blomsterindustrin och för sitt engagemang för romer och sinti, tilldelades han Oranien-Nassauorden av drottning Beatrix. 